# Mentìa l'avviso
Mentìa l'avviso è una scena e romanza per tenore e pianoforte composta da Giacomo Puccini il 10 giugno 1883 o nei giorni immediatamente successivi.
Fu scritta da Puccini per l'esame finale al Conservatorio di Milano, utilizzando la scena II dell'atto IV de La solitaria delle Asturie ossia la Spagna recuperata, un vecchio libretto di Felice Romani messo in musica per la prima volta da Carlo Coccia nel 1838.
La datazione si ricava da un abbozzo conservato presso la biblioteca del Conservatorio G. Verdi di Milano, sulla cui pagina iniziale Puccini annotò: «I° esame (Ideale) ore 6 pomeridiane / domenica 10 giugno 1883 / Parole di Felice Romani». Un'altra annotazione, collocata sulla quinta ed ultima pagina, lascia intendere che la composizione proseguì durante la notte in preda al mal di denti: «pietà un dolor di denti noioso che mi ha tormentato dalle 7 alle 2»
La medesima biblioteca conserva anche lo spartito autografo consegnato e controfirmato dagli esaminatori Antonio Bazzini, Amilcare Ponchielli, Angelo Panzini, Michele Saladino, Cesare Dominiceti, nonché una copia litografata destinata con ogni probabilità ad una pubblicazione che all'epoca non si realizzò. Il brano fu edito per la prima volta da Pietro Spada nel 1979, per la Elkan-Vogel, con il titolo Mentì all'avviso e sulla base dell'abbozzo, e quindi da Michael Kaye nel 1987, con il titolo corretto e sulla base dello spartito definitivo.
La parola "Ideale", contenuta nella prima nota autografa dell'abbozzo, indica che la prova d'esame chiedeva di cimentarsi in una forma libera.

## Il testo
Nel libretto il personaggio di Gusmano, condottiero dell'esercito dei Mori (in realtà il Conte Giuliano, padre di Florinda, la protagonista), si trova solo in una grotta nella valle di Ausena, tra le montagne, mentre «annotta a poco a poco». La scena si articola in un recitativo in endecasillabi e settenari e in una breve aria costituita da una quartina di ottonari.
Mentìa l'avviso... Eppur d'Ausena è questa
L'angusta valle... e qui fatal dimora
Mi presagiva la segreta voce
Che turba da più notti il mio riposo.
Tu, cui nomar non oso,
Funesta donna dall'avel risorta
Per mio supplizio, un'altra volta ancora
Promettesti vedermi... e in rio momento.
Ah! chi geme?... M'inganno... è l'onda, è il vento.
È la notte che mi reca
Le sue larve, i suoi timori
Che gli accenti punitori
Del rimorso udir mi fa.

## La musica
Puccini musicò i versi di Romani come se il brano fosse stato realmente destinato alla scena operistica più che come una composizione da camera. L'accompagnamento del pianoforte presenta infatti una scrittura tipicamente orchestrale (tremoli, ribattuti, suoni tenuti) e l'annotazione autografa «violini 2ª volta col canto sempre», contenuta nell'abbozzo, attesta che il compositore pensò ad una versione per voce e orchestra.
Il recitativo è preceduto da 24 battute di preludio ("Larghetto lento"), che espone un patetico motivo strumentale che farà da contrappunto al declamato del tenore. L'incipit vocale ("Mentìa l'avviso") è ripreso in progressione dal pianoforte nell'episodio centrale del recitativo ("Tu, cui nomar non oso"), la sezione più drammatica nella quale la voce tocca il Si bemolle acuto.
Il motivo della romanza "È la notte che mi reca", «Lento» e nella tonalità relativa di La bemolle maggiore, sarà riutilizzato da Puccini in Manon Lescaut nel duetto dell'incontro tra Manon e Des Grieux (atto I), nella successiva romanza "Donna non vidi mai" e in altri punti dell'opera. Il tono trasognato della melodia riflette il clima notturno, assai meglio che il sentimento di rimorso che il personaggio dovrebbe esprimere. Infine il pianoforte chiude il brano riprendendo e variando l'incipit della romanza.